# Vavro Hajdů
Vavro Hajdu (jiná podoba jména Hajdů, 8. srpna 1913 Senica nad Myjavou, Slovensko – 15. července 1977 Mnichov, Německo) byl člen československé armády, československý komunistický politik, zástupce Československa v OSN, náměstek ministra zahraničních věcí Vladimíra Clementise.

## Biografie

### Život
Narodil se v roce 1913 v Senici nad Myjavou na Slovensku v rodině židovského advokáta. Studoval na Masarykově reálném gymnáziu a poté na Právnické Fakultě UK v Bratislavě, postgraduálně se vzdělával na Institut des hautes études internationales a École libre des sciences politiques v Paříži. Dále byl na studijní cestě v Londýně. Po studiu byl advokátským koncipientem. Posléze pracoval v právní kanceláři Vladimíra Clementise, spolu s kterým v roce 1939 odešel do emigrace do Francie.

### Kariéra
Svou spolupráci s komunisty začal již před rokem 1939. Po 15. březnu 1939 byl pro svou komunistickou činnost zatčen a poté emigroval do Francie, kde spolupracoval s dalšími emigranty, např. s Vladimírem Clementisem a Marií Švermovou. Svou činnost rozvíjel jako člen komunistické buňky v československé armádě. Po porážce Francie odjel spolu se svou jednotkou do Anglie, kde byl držen v internačním táboře za účast na vzpouře v Cholmondeley. Po 8 měsících znovu vstoupil do československé armády a nadále působil v komunistické buňce. Po svém zranění a následném odchodu z armády pracoval nejen na Ministerstvu zahraničních věcí v Londýně, ale také zde vedl československý rozhlas. Podle vzpomínek jeho tehdejšího spolubojovníka, Vavro Hajdu s velkým zanícením horoval za otevření druhé fronty. Nebyl však zranén, ale po přesunu jejich jednotky do Francie koncem srpna 1944 do bojů nezasáhl. Dostal zápal okostice a by převezen zpět do Anglie. Ke své jednotce se až do konce války nevrátil. Autor, jež si po demobilizaci hledal s těžkostí hledal práci, viděl pak Vavra Hajdu až po skončení války, a to v roce 1946 na fotografii z mírové konference po boce tehdejšího ministra zahraničních věcí Jana Masaryka.
Po návratu do ČSR začal pracovat, již jako člen komunistické strany, na Ministerstvu zahraničních věcí v Praze. Jako vedoucí nebo člen československých delegací se účastnil mezinárodních konferencí, např. v Paříži, v Londýně, v Bělehradě nebo ve Varšavě. Byl také zástupce vedoucího československé delegace v OSN. Dále pracoval jako náměstek ministra zahraničních věcí. Hajdů byl za svou práci vyznamenán československými i mezinárodními řády a vyznamenáními. Od roku 1949 vedl katedru mezinárodního práva na Právnické fakultě Univerzity Karlovy. Po svém zatčení roku 1951 a následné rehabilitaci roku 1956 pracoval na Ústavu státu a práva na Akademii věd ČSR. Pracoval také jako redaktor časopisu pro mezinárodní právo. V neposlední řadě byl uznávaným odborníkem na Německo: účastnil se mezinárodních konferencí a publikoval vědecká díla o německé otázce a také díla týkající se evropské bezpečnosti.

### Proces
Rozsudek z 27. listopadu 1952 obvinil Vavra Hajdu ze špionáže a odsoudil ho k doživotnímu trestu odnětí svobody. Dalších 13 bylo obviněno z velezrady, vyzvědačství, sabotáže a vojenské zrady. K trestu smrti bylo odsouzeno 11 z nich. Zbylí dostali stejný trest jako Hajdů. Obžalovaní se neodvolali a jejich žádost o milost nebyla vyslyšena. Hajdů byl roku 1956 zbaven obžaloby a následně rehabilitován, díky stížnosti generálního prokurátora pro porušení zákona.
Zemřel v červenci roku 1977 při cestě do Mnichova na mozkovou mrtvici

## Rodina
Jeho otec byl advokát. Hajdu měl tři děti. Dva syny, Ing. Pavla (* 1940) a Ivana, a dceru Evu.

## Publikovaná díla
Za působení na Ministerstvu zahraničních věcí vydal 21 vědeckopopularizačních publikací.
Dále se zabýval otázkou Německa a evropské bezpečnosti.
- Právní postavení obou německých států
- Německá otázka 1945–1963
- Vznik a postavení Německé demokratické republiky z hlediska mezinárodního práva